# لو تشيونان
لو تشيونان (باليابانية: 長南亮؛ مواليد 8 أكتوبر 1976) هو مُقاتل فنون قتالية مختلطة ياباني.

## وصلات خارجية
- لو تشيونان على موقع يو إف سي (الإنجليزية)
- لو تشيونان على موقع شيردوغ (الإنجليزية)
- لو تشيونان على موقع IMDb (الإنجليزية)
- لو تشيونان على موقع قاعدة بيانات الفيلم (الإنجليزية)